# Guglielmo VII d'Alvernia
Guglielmo d'Alvernia (prima metà del XII secolo (1130 circa) – 1169) fu conte d'Alvernia dal 1145 fino alla sua morte.
Guglielmo viene considerato il primo Delfino d'Alvernia, poiché dal 1155, pur mantenendo il titolo di conte d'Alvernia, il territorio su cui ebbe un reale controllo si era molto ridotto e con il suo successore, Roberto o Delfino, fu conosciuto come Delfinato d'Alvernia.

## Origine
Guglielmo fu l'unico figlio del Conte d'Alvernia, Roberto III e della moglie, Beatrice, la figlia del conte d'Albon, Ghigo III (secondo lo storico, chierico, canonista e bibliotecario francese, Étienne Baluze, non era Beatrice, ma una donna di cui non si conoscono né il nome né gli ascendenti.
Roberto III era il figlio primogenito del Conte d'Alvernia e conte di Velay, Guglielmo VI e di Emma di Altavilla (1063 – 1119), la figlia del primo conte di Sicilia Ruggero il Normanno e della prima moglie Giuditta d'Evreux, ma, secondo il Baluze, Emma di Altavilla (o di Sicilia) aveva sposato il conte di Chiaramonte e non il conte d'Alvernia, Guglielmo VI; infine, secondo le Europäische Stammtafeln, vol III, 732 (non consultate), la moglie di Guglielmo era Emma, figlia di Guglielmo d'Evreux, la zia materna di Emma di Altavilla, anche se la cosa è cronologicamente quasi impossibile.

## Biografia
Di Guglielmo si hanno scarse informazioni. Guglielmo viene citato, assieme allo zio, Guglielmo (VIII) dal Baluze nel Histoire généalogique de la maison d'Auvergne, tome 2 per una donazione, di cui non si conosce la data esatta, fatta dal padre, Roberto al monastero di Sauxillanges, in suffragio delle anime dei genitori, il padre, Guglielmo VI e la madre (Emma).
Suo padre, Roberto III morì nel 1145, come ci conferma un documento di quello stesso anno dell Histoire généalogique de la maison d'Auvergne, tome 2 dove ci ricorda che il suo successore, Guglielmo, in quell'anno, risultava (Guglielmo VII) conte d'Alvernia.
Nel 1147, Guglielmo fu al seguito del re di Francia, Luigi VII, in Terra santa.
Dopo il suo ritorno in patria, nel 1149, Guglielmo fece una donazione in suffragio dell'anima della prima moglie, Giovanna di Calabria (Joannæ de Calabria), come risulta dal documento Extraits des archives de l'abbaye Saint-André lez Clairmont.
Sempre dopo il suo ritorno, fu attaccato dallo zio, anche lui di nome Guglielmo detto il vecchio, che con la forza gli sottrasse gran parte dei territori della contea; Guglielmo si appellò al re di Francia, Luigi VII, che però appoggiò lo zio, che dal 1155, si fregiò del titolo di conte d'Alvernia, Guglielmo VIII detto il Vecchio; Guglielmo VII mantenne il titolo di conte d'Alvernia sui territori a lui rimasti, con l'appoggio del suo signore, il duca d'Aquitania e re d'Inghilterra, Enrico II; quella porzione di contea costituirà un feudo che assumerà la denominazione di delfinato d'Alvernia.
Guglielmo VII, nel 1166, fece due donazioni al priorato di Saint-Robert a Montferrand, definendosi in entrambe conte d'Alvernia; la prima, da solo, invece la seconda, assieme al figlio, Delfino.
Nel 1167, Guglielmo VII, assieme al figlio, Delfino, fece una donazione all'abbazia di Mauzac.
Nel 1168, Enrico II entrò in armi in Alvernia, già da quello stesso anno quando viene citato il conte d'Alvernia, si fa riferimento allo zio Guglielmo VIII.
Guglielmo VII morì poco dopo, nel 1169, e lasciò la parte della contea da lui controllata, che prese il nome di delfinato d'Alvernia, al figlio primogenito, Delfino.

## Matrimoni e discendenza
Guglielmo aveva sposato, in prime nozze, Giovanna di Calabria (Joannæ de Calabria), come viene ricordata dal marito in un documento datato 1149 (morta in quello stesso anno) e dalla quale non ebbe figli.
Dopo essere rimasto vedovo, Guglielmo aveva sposato, in seconde nozze, Marchesa d'Albon, come ci ricorda la Vita Margaritæ Albonensis comitissæ, figlia di Ghigo IV d'Albon delfino del Viennois e conte di Albon e della moglie, Clemenza detta Margherita di Mâcon; da Marchesa, Guglielmo ebbe quattro figli (l'Histoire généalogique de la maison d'Auvergne, tome 1, invece sostiene che sono figli di primo letto):
- Roberto I delfino d'Alvernia († 1235), Delfino d'Alvernia e conte di Clermont[15]
- Assalide, che sposò Beraud IV Signore di Mercœur (Nassal de Claustre…femme de Beral de Mercuir grand baron d’Auvergne)[14]
- Belisenda, che sposò Ercole, Visconte di Polignac[19]
- Guglielmo († 1201), citato nel Livre verd de l’Eglise de Brioude nell'anno della morte (Willelmus Brivatensis præpositus filius Vilelmi comitis Claromontis)[20].

### Fonti primarie
- (LA)  Baluze, Preuves de l'Histoire généalogique de la maison d'Auvergne, tome 2.
- (LA)  Preuves de l'Histoire généalogique de la maison d'Auvergne.
- (LA)  Recueil des historiens des Gaules et de la France. Tome 14.

### Letteratura storiografica
- Louis Alphen, La Francia Luigi VI e Luigi VII (1108-1180), in «Storia del mondo medievale», vol. V, 1980, pp. 770–806
- (FR)  Baluze, Histoire généalogique de la maison d'Auvergne, tome 1 .